# Acetonitrile
L'acetonitrile (o cianuro di metile, o cianometano; nome sistematico: etanonitrile) è il composto chimico di formula CH3CN. In condizioni normali è un liquido incolore volatile, con tenue odore dolciastro, miscibile in acqua in tutte le proporzioni. È il più semplice dei nitrili, e si ottiene principalmente come sottoprodotto della sintesi dell'acrilonitrile. Lo scheletro N–C–C è lineare e la distanza C–N è piccola, 1,16 Å. La molecola ha un notevole momento dipolare (μ = 3,92 D) e come liquido ha ragguardevole costante dielettrica (εr = 38,8), il che ne fa un buon solvente anche per complessi metallici e sostanze inorganiche in genere. È miscibile con tutti i più comuni solventi organici eccetto gli idrocarburi saturi. Viene usato in primo luogo come solvente aprotico polare nelle sintesi organiche, nella purificazione del butadiene e nella produzione di malononitrile.

## Sintesi
L'acetonitrile fu preparato per la prima volta dal chimico francese Jean Baptiste Dumas nel 1847. Industrialmente si ottiene come sottoprodotto della ammonossidazione del propilene per la sintesi di acrilonitrile; a volte l'acetonitrile ottenuto non viene raccolto e purificato, ma è usato direttamente come combustibile per l'impianto. In scala di laboratorio, può essere ottenuto per disidratazione dell'acetammide con P2O5.

## Usi
Nell'industria chimica l'acetonitrile è usato principalmente nella purificazione del butadiene e nella produzione di malononitrile; è anche spesso impiegato come solvente nella sintesi di antibiotici.
In laboratorio si usa come solvente di polarità media, miscibile con acqua e vari solventi organici, ma immiscibile con idrocarburi saturi. È liquido in un intervallo di temperature molto ampio, ha una costante dielettrica elevata (38,8 D) e un momento dipolare di 3,84 D, e può solubilizzare una varietà di composti sia ionici che apolari. Viene impiegato utilmente come fase mobile in tecniche analitiche come HPLC e HPLC-MS.
In chimica organica oltre che come solvente si può utilizzare come componente (building block) a due atomi di carbonio per la sintesi di altri composti come ad esempio acetammidina, tiamina e acido 1-naftilacetico. La reazione con cloruro di cianogeno porta a malononitrile.
Nella chimica di coordinazione oltre che come solvente l'acetonitrile viene utilizzato anche come legante, essendo una molecola con caratteristiche basiche. Come legante ha la caratteristica di essere facilmente rimpiazzabile in reazioni di sostituzione dei leganti.

## Tossicità
L'acetonitrile è un composto tossico, anche se in misura minore rispetto ad altri nitrili come propionitrile e butirronitrile. Il composto è tossico per inalazione, ingestione e contatto con la pelle. Irrita fortemente gli occhi e causa disordini al sistema cardiovascolare e al sistema nervoso centrale. L'avvelenamento da acetonitrile può manifestarsi anche a ore di distanza dalla contaminazione, dato che l'organismo lo metabolizza in prodotti vari, tra i quali acido cianidrico e ione tiocianato. L'inalazione di quantitativi elevati causa mal di testa, nausea, dolori addominali, calo di pressione e insufficienza respiratoria che può portare alla morte. Non risultano dati indicanti effetti cancerogeni.